# Straßenbahn Landshut
| Wagen Nr. 9 der Pferdebahn |                     |                      |                      |
| Streckenlänge: | 2,45 km             |                      |                      |
| Spurweite: | 1000 mm (Meterspur) |                      |                      |
| |                     |                      |                      |
| \| \| \| Hauptbahnhof \| \| \| \| Pfettrach \| \| \| \| Ludmillastraße \| \| \| \| Bismarckplatz \| \| \| \| Kleine Isar \| \| \| \| Zweibrückenstraße \| \| \| \| Große Isar \| \| \| \| Altstadt \| \| \| \| Dreifaltigkeitsplatz \| |                     |                      |                      |
| U-Bahn-Kopfbahnhof Streckenanfang (Strecke außer Betrieb) |                     | Hauptbahnhof         | Hauptbahnhof         |
| U-Bahn-Brücke über Wasserlauf (Strecke außer Betrieb) |                     | Pfettrach            | Pfettrach            |
| U-Bahn-Haltepunkt / Haltestelle (Strecke außer Betrieb) |                     | Ludmillastraße       | Ludmillastraße       |
| U-Bahn-Haltepunkt / Haltestelle (Strecke außer Betrieb) |                     | Bismarckplatz        | Bismarckplatz        |
| U-Bahn-Brücke über Wasserlauf (Strecke außer Betrieb) |                     | Kleine Isar          | Kleine Isar          |
| U-Bahn-Haltepunkt / Haltestelle (Strecke außer Betrieb) |                     | Zweibrückenstraße    | Zweibrückenstraße    |
| U-Bahn-Brücke über Wasserlauf (Strecke außer Betrieb) |                     | Große Isar           | Große Isar           |
| U-Bahn-Haltepunkt / Haltestelle (Strecke außer Betrieb) |                     | Altstadt             | Altstadt             |
| U-Bahn-Kopfbahnhof Streckenende (Strecke außer Betrieb) |                     | Dreifaltigkeitsplatz | Dreifaltigkeitsplatz |

Die meterspurige Straßenbahn Landshut diente vor allem der Verbindung der Altstadt Landshuts mit dem Hauptbahnhof. Zuständiges Verkehrsunternehmen war die Städtische Straßenbahn Landshut, aus der später die Städtischen Verkehrsbetriebe Landshut hervorgingen und die heute unter Stadtwerke Landshut firmieren. 

## Geschichte
Nachdem Landshut schon im Winter 1858/59 an das Eisenbahnnetz angeschlossen worden war, erhielt die Stadt 1880 einen neuen Durchgangsbahnhof, der sich in der folgenden Zeit zu einem wichtigen Bahnknoten entwickelte. Weil dieser anders als sein Vorgänger rund zwei Kilometer vom Zentrum entfernt lag, wünschten sich die Einwohner eine bessere Anbindung der Stadt durch ein öffentliches Verkehrsmittel.
Am 30. Juni 1902 konnte eine 2,45 Kilometer lange Pferdebahn zwischen dem Bahnhof jenseits der Isar und dem Dreifaltigkeitsplatz in der Oberen Altstadt eröffnet werden. Sie durchquerte im Zuge der Seligenthaler Straße den Stadtteil Nikola und erreichte durch die Zweibrückenstraße die Altstadt. Dem technischen Fortschritt entsprechend wurde am 15. Januar 1913 der elektrische Betrieb auf dieser Strecke eingeführt, die fortan auf 1,35 Kilometern zweigleisig war. Die Bahn fuhr in der Regel alle zehn Minuten, die Wagenfolge konnte bei Bedarf bis auf fünf Minuten verdichtet werden. Das Depot befand sich in der damaligen Schulstraße, östlich des Hauptbahnhofs. 
Weil bei Luftangriffen der Hauptbahnhof und das Straßenbahndepot zerstört worden waren, wurde am 19. März 1945 der Straßenbahnbetrieb eingestellt. Ein Wiederaufbau der zerstörten Gleisanlagen unterblieb per Stadtratsbeschluss von 1946. Neben Hanau, Hildesheim und Wilhelmshaven war Landshut dabei eine von nur vier deutschen Städten, die ihre Straßenbahn nach dem Krieg nicht mehr in Betrieb nahmen.
Anschließend bemühte man sich dann um ein Verkehrsmittel, das relativ leicht über die bisherige Schienenstrecke hinaus in die damals neu entstandenen Stadtteile verlängert werden konnte. So wurde die Straßenbahn letztlich durch den 1948 eröffneten Oberleitungsbus Landshut ersetzt, der 1966 seinerseits durch Omnibusse abgelöst wurde. Bis heute erinnern vier Oberleitungsrosetten an die Straßenbahn, darunter zwei an der Kreuzung Nikolastraße / Seligenthalerstraße und je eine auf dem Bismarckplatz und dem Dreifaltigkeitsplatz.

## Fahrzeuge
Der elektrischen Straßenbahn standen sechs 1912 von MAN gebaute Triebwagen mit den Nummern 1 bis 6 zur Verfügung. Die Zweiachser waren 4,8 Tonnen schwer und 7820 Millimeter lang, sie besaßen 18 Sitz- und 28 Stehplätze. Sie wurden von fünf Beiwagen mit den Nummern 11 bis 14 (Baujahr 1902) und 15 (Baujahr 1929) ergänzt. Erstere waren dabei ehemalige Pferdebahnwagen. 
Die sechs Triebwagen wurden später an die Straßenbahn Augsburg verkauft, wo sie die neuen Nummern 130 bis 134 und 136 erhielten. Wagen 136 wurde dort von Beginn an als Beiwagen eingesetzt, bevor 1950 auch die übrigen fünf Landshuter Triebwagen zu Beiwagen umgebaut wurden. Alle sechs Fahrzeuge wurden bis 1964 verschrottet.

## Stadtbahnsystem Landshut
Seit 2006 hält der Flächennutzungsplan der Stadt Landshut an der Option fest, wieder einen schienengebundenen ÖPNV einzuführen. Als Vorbild wurde hierfür das Karlsruher Modell benutzt. Dabei soll auf den bestehenden Schienen der Verkehr durch zusätzliche Halte in der Stadt und den angrenzenden Gemeinden Altdorf und Ergolding attraktiver werden. Neben den bestehenden Halten Landshut (Bay) Hbf und Landshut Süd sind die Halte Münchnerau, Löschenbrand, Hans-Leinberger-Gymnasium, Klinikzentrum und Industriegebiet-Bayerwaldsiedlung (alle Stadt Landshut) sowie je ein Halt in Altdorf, Pfettrach und zwei in Ergolding vorgesehen.